# حزقيال خوسيه فالي
حزقيال خوسيه فالي (بالإسبانية: Juan José Valle)‏ هو عسكري أرجنتيني، ولد في 15 مارس 1904 في بوينس آيرس في الأرجنتين، وتوفي بنفس المكان في 12 يونيو 1956 بسبب إعدام رميا بالرصاص.